# Stazione di Milano Bovisa Politecnico
La stazione di Milano Bovisa Politecnico (in passato Milano Nord Bovisa) è una stazione ferroviaria di Milano, situata alla separazione delle linee Milano-Saronno e Milano-Asso, nonché origine del "ramo Bovisa" del passante ferroviario. Si trova nella zona nord-occidentale della città, nel quartiere omonimo.
La stazione fa parte del "ramo Milano" della rete gestita da FerrovieNord.

## Storia

La prima stazione di Milano Bovisa prima dei lavori di ricostruzione

La prima stazione in una fotografia d'epoca. È stata demolita nel 1988

La prima stazione, demolita nel 1988

La stazione fu edificata presso la convergenza della linea per Saronno e della linea per Erba, entrambe attivate nel 1879 a servizio delle industrie ivi presenti.
Nel 1916 lo scalo venne interessato da un grave incidente nel quale, durante le operazioni di travaso di combustibile da un carro cisterna ai serbatoi di uno stabilimento, un'esplosione uccise sette persone e distrusse un'ala dello stabilimento stesso: la stampa dell'epoca si riferì all'incidente come il disastro della Bovisa.
Lo scalo venne completamente riprogettato fra la fine degli anni 1980 e gli inizi degli anni 1990 con la costruzione di un nuovo fabbricato viaggiatori e l'abbassamento del piano del ferro. La nuova struttura venne inaugurata il 15 ottobre 1991, in previsione del quadruplicamento del binario sulla linea Milano-Saronno, attivato due anni dopo.
Nel 1997 la stazione fu collegata al passante ferroviario, intervento funzionale alla successiva attivazione del servizio ferroviario suburbano, avvenuta il 12 dicembre 2004.

## Strutture e impianti

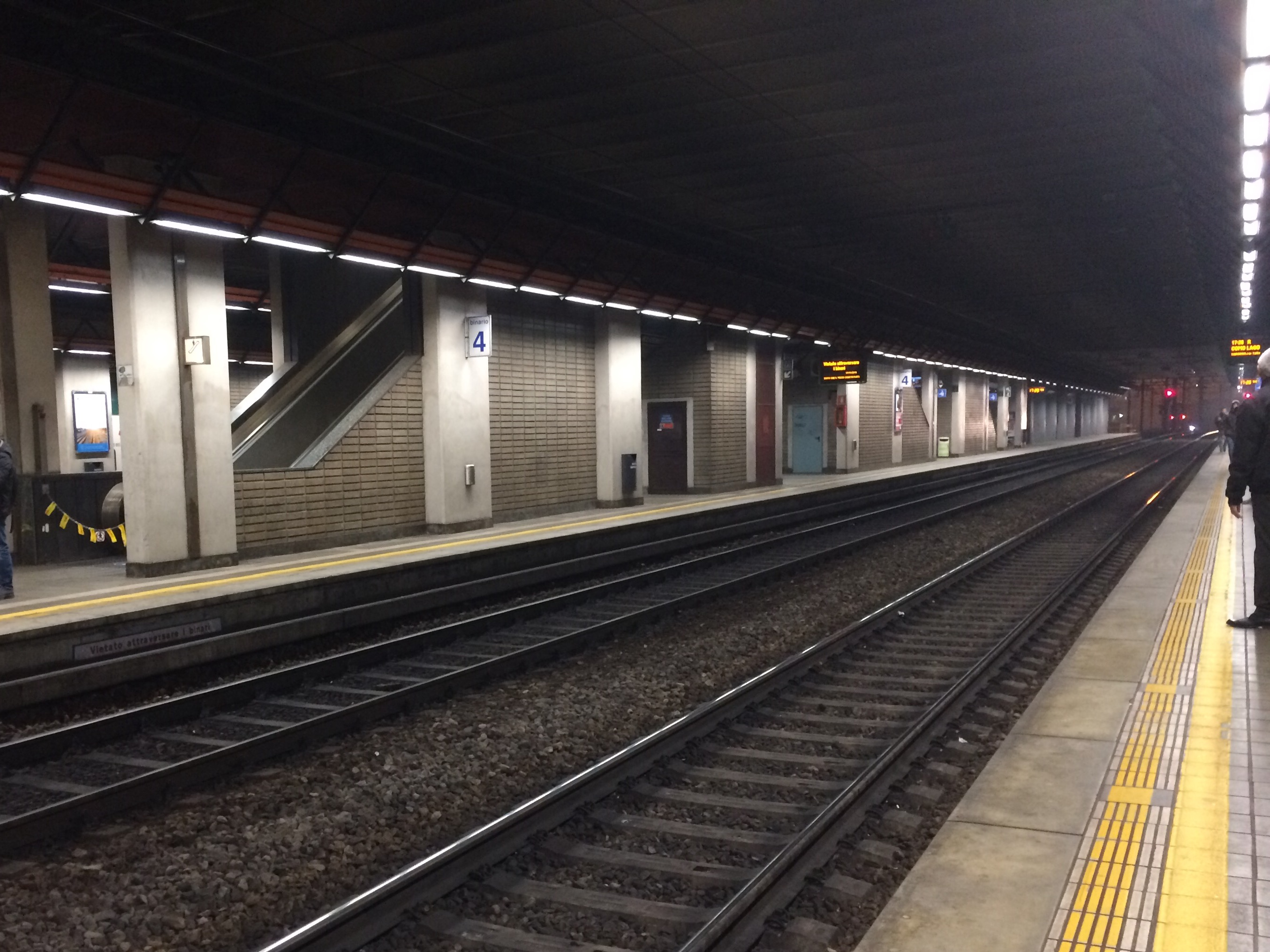
Il piano binari della stazione attuale

Si tratta di una stazione in trincea, con accessi, biglietterie ed aree d'attesa in superficie e dotata di otto binari passanti sotterranei, tutti in uso per il servizio viaggiatori e serviti da cinque marciapiedi.
Il 9 settembre 2007 è stato completato il quadruplicamento sul tronco proveniente da Milano Cadorna, la cui realizzazione ha impegnato la società esercente per circa un decennio. In precedenza la tratta tra le due stazioni era a doppio binario.
La stazione è collegata, oltre che alle linee per Saronno ed Asso, anche al passante ferroviario di Milano e alla stazione di superficie di Milano Porta Garibaldi.

## Movimento
La stazione è servita dai treni delle S1, S2, S3, S4, S12 ed S13 del servizio ferroviario suburbano di Milano, dai collegamenti Malpensa Express e dai servizi regionali che collegano Milano con Canzo-Asso, Como Lago, Varese Nord, Novara Nord e Laveno Mombello Nord. Tutti questi servizi sono svolti da Trenord nell'ambito del contratto di servizio stipulato con la Regione Lombardia.
La stazione costituisce, insieme a Milano Cadorna, uno dei due hub della città di Milano della rete Ferrovienord, in quanto tutti i treni viaggiatori che utilizzano le linee della compagnia e servono Milano transitano e si fermano nell’impianto.

## Servizi
- Biglietteria a sportello
- Biglietteria self-service
- Bar
- Servizi igienici
- Posto di Polizia ferroviaria

## Interscambi
Nelle vicinanze della stazione effettuano fermata alcune linee urbane, filoviarie ed automobilistiche, gestite da ATM.
- Filobus 92 Bovisa FN - Lodi M3
- Bus 82 Zara M3 M5 - Q.re Bovisasca

## Cinema
La stazione compare nel film Piedipiatti del 1991 nella scena dell'inseguimento.